# ピアッジョ P.136
ピアッジョ P.136
- 分類：水陸両用飛行艇
- 製造者：ピアジオ・エアロ・インダストリーズ
- 初飛行：1948年8月19日
- 生産数：63機
- 生産開始：1948年
- 運用開始：1949年

ピアッジョ P.136（Piaggio P.166）は、イタリアのピアジオ・エアロ・インダストリーズ（ピアッジョ社）で開発された全金属性艇体にガルウィング翼と引き込み式降着装置を持つ双発、推進式の水陸両用飛行艇である。
試作初号機は1948年遅くに初飛行を行い、型式認定試験を1949年春に終えた。イタリア空軍は、沿岸警備と水難救助用に14機のP.136を発注した。この機種はアメリカ合衆国の市場ではカーニー・アンド・トレッカー社（Kearney and Trecker）により「ローヤル・ガル」（Royal Gull）として販売された。トレッカー社は3機の完成機とそれとは別に29機分の部品を受け取ったが、自社でも数機をライセンス生産した。

## 派生型

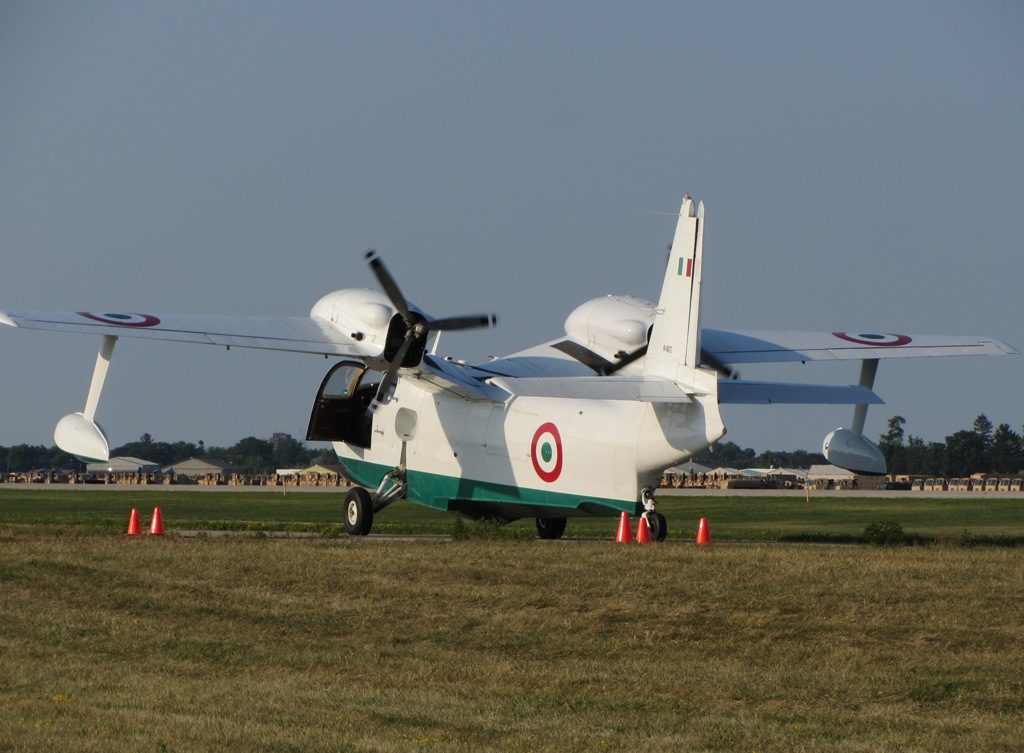
ピアッジョ P.136 L-1

P.136F
主にイタリア空軍向けのフランクリン社製エンジンを搭載する生産型。18機製造。
P.136L
ライカミング GO-435エンジンを搭載する生産型。2機製造、1機がP.136Fに改装。
P.136L-1
出力201-kW (270-hp)のライカミング GO-480-Bエンジンを搭載する5座水陸両用飛行艇。18機製造。
P.136L-2
出力254-kW (340-hp)のライカミング GO-480エンジンを搭載する5座水陸両用飛行艇。イタリアから供給された組み立てキットを使用して米国内で24機を組み立て。
ローヤル・ガル
米国内でカーニー・アンド・トレッカー社により販売されたP.136-L1とP.136-L2。

## 運用

### 軍事運用
イタリア
- イタリア空軍 - 22機（P-136Fを14機とP-136L-1を8機）

 ペルー
- ペルー空軍 - 4機（P.136を1機とP.136L-2を3機）

## 要目
本節の出典はDonald (1997), p. 733.
- 乗員：5名
- 全長：10.80 m (35 ft 5.25 in)
- 全幅：13.53 m (44 ft 4.75 in)
- 全高：3.83 m (12 ft 6.75 in)
- 翼面積：25.10 m2 (270.18 ft2)
- 空虚重量：2,110 kg (4,652 lb)
- 全備重量：2,995 kg (6,603 lb)
- エンジン：2 × アブコ・ライカミング GSO-480 水平対向6気筒、254 kW (340 hp)
- 最大速度：335 km/h (208 mph)
- 航続距離：1,450 km (900 miles)
- 巡航高度：7,800 m (25,590 ft)